# 23281 Віджейджайн
23281 Віджейджайн (23281 Vijayjain) — астероїд головного поясу, відкритий 30 грудня 2000 року.
Тіссеранів параметр щодо Юпітера — 3,552.